# Aïssa Mandi
Aïssa Mandi (àrab: عيسى ماندي, ʿĪsà Māndī) (Châlons-en-Champagne, França, 22 d'octubre de 1991) és un futbolista professional algerià que juga al Lille OSC i a la selecció d'Algèria. Principalment defensa central, també pot jugar com a lateral dret.
Nascut a França, Mandi va debutar internacionalment amb Algèria el març de 2014. Va ser membre de l'equip algerià per a la Copa del Món de la FIFA 2014 al Brasil, així com la Copa d'Àfrica de Nacions de 2015, 2017, 2019 i 2021, guanyant el torneig de 2019.

## Carrera de club

### Reims
Mandi va començar a jugar a futbol als 8 anys a Reims. El 20 d'agost de 2010, va debutar professionalment com a titular del club en un partit de la Ligue 2 contra el Le Havre AC.
El 5 d'abril de 2014, Mandi va marcar dos en pròpia porta en un partit contra el Paris Saint-Germain.

### Betis
El 30 de juny de 2016, Mandi va signar un contracte de cinc anys amb el Reial Betis de la lliga espanyola.

### Vila-real
El 16 de juny de 2021, Mandi va signar un contracte de quatre anys amb el Vila-real CF de la Lliga, ja que expirava el seu contracte amb el Betis.
L'11 d'agost de 2021, va debutar al Vila-real CF contra el Chelsea FC a la Supercopa de la UEFA de 2021, on va fallar un penal a la tanda de penals.

## Carrera internacional
Tot i que també era elegible per jugar per França, Mandi va decidir jugar per Algèria i va debutar amb ells el 5 de març de 2014 en una victòria per 2-0 sobre Eslovènia. Va ser una de les revelacions de la selecció algeriana durant el Mundial del Brasil 2014.
Mandi va marcar el seu primer gol amb Algèria en un empat per 3-3 a Etiòpia durant les eliminatòries per a la Copa d'Àfrica de Nacions 2017 al Gabon.

## Vida personal
Mandi va néixer a la ciutat de Châlons-en-Champagne, al nord de França, de pares algerians de Chlef.